# Ljelje
Kraljevi, kraljice ili ljelje je ophod za vrijeme Duhova. Običaj je u kasnom srednjem vijeku bio poznat Hrvatima diljem prostora koje nastanjuju. Ivan Gundulić i Junije Palmotić poznavali su taj običaj. Slične običaje imaju i Bugari, Česi (povorka kraljeva) i Rumunji.

## Opis
U ophodu sudjeluju dvije skupine djevojaka zvane kraljice i orubljice. Kraljice koje su odjevene u svečanoj nošnji s urešenim muškim šeširom ili krunom, u rukama nose sablje. Kraljice predvodi kralj uz kojeg je barjaktar. Orubljice su, kao i kraljice svečano odjevene, no za razliku od njih nemaju rekvizite. Orubljice pjesmom prate kraljice. Kraj orubljica prisutni su svirači s gajdama/tamburama, kao i momci s košarama koje su namijenjene za darove. Dok prolaze kroz selo ophodnici staju pred određenim kućama ispred kojih kraljice plešu sa sabljama, a orubljice pjevaju pjesme s pripjevima lado i ljeljo čiji je tekst prilagođen ukućanima. Ophod završava kolom. Ukućani stavljaju darove (hrana ili novac) u košare.

## Ljelje u Gorjanima
Ljelje su djevojke iz sela Gorjani kod Đakova koje u proljeće, o blagdanu Duhova, odjevene kao kraljice obilaze selo i izvode ritual sastavljen od osobitih pjesama i mačevnog plesa.
Godišnji proljetni ophod kraljice u Gorjanima, Slavonske kraljice ili Ljelje, narodni običaj, upisan je 1966. godine kao hrvatska kulturna baština. Prepoznat je 2007. kao nematerijalna svjetska baština i 2009. godine upisan je na UNESCO-ov popis nematerijalne svjetske baštine u Europi.
Kada Ljelje obilaze selo, dijele se na desetak kraljeva opasanih sabljama i muškim šeširima ukrašenim cvijećem i manji broj kraljica koje, poput mladenki, na glavama imaju bijele vijence.
Prilikom obilaska raznih obitelji u selu, one odabiru iz svog širokog repertoara, one pjesme koje su primjerene toj obitelji. Najčešće pjevaju djevojci, mladiću ili mlađoj nevjesti. Potom kraljevi izvode ples sa sabljama, a kraljice pjesmom komentiraju plesne figure (zveckanje i križanje mačeva, te provlačenje ispod uzdignutih mačeva). Slijedi narodni ples uz pratnju gajdaša (u novije vrijeme tamburaša) kojemu se mogu pridružiti i ukućani. Nakon što ih počaste hranom i pićem povorka odlazi u drugu kuću. 
Drugog dana Duhova odlaze u susjedno selo ili obližnji gradić. Na kraju slijedi zajednička gozba i zabava kod jedne od sudionica.
Cijelo selo, uključujući osnovnu školu, crkvu i mnoge seoske obitelji, pomaže u organiziranju ovog ophoda, koji znači mnogo djevojkama koje su odabrane da budu Ljelje. 

## Vanjske poveznice
- Mačevni plesovi  Arhivirana inačica izvorne stranice od 14. listopada 2013. (Wayback Machine)
- Godišnji proljetni ophod kraljice ili Ljelje iz Gorjana video na kultura.hr
- Legenda o ljeljama prikazana na festivalu u Tokiju 20. veljače 2008.
- Hrvatska prva po broju upisa nematerijalnih dobara u Europi culturnet.hr
- Turistička zajednica Općine Gorjani  Arhivirana inačica izvorne stranice od 2. ožujka 2009. (Wayback Machine)